# Bathybagrus sianenna
Bathybagrus sianenna is een straalvinnige vissensoort uit de familie van de stekelmeervallen (Claroteidae). De wetenschappelijke naam van de soort is voor het eerst geldig gepubliceerd in 1906 door Boulenger.